# Колемаре-Сан Мартино (Л'Аквила)
Колемаре-Сан Мартино (итал. Collemare-San Martino) је насеље у Италији у округу Л'Аквила, региону Абруцо.
Према процени из 2011. у насељу је живело 100 становника. Насеље се налази на надморској висини од 836 м.